# Horváth Attila (énekes)
Horváth Attila (1952. június 10. –) magyar táncdalénekes.

## Életpályája
Családjában többen is énekléssel foglalkoztak. Édesanyja a Magyar Rádió énekkarának tagja volt. Nagynénje: Nagy Izabella, Kodály Zoltán: Háry János című daljátékában — az ősbemutatón — Örzse szerepét énekelte.
A Szinyei Merse Pál Gimnáziumban érettségizett és a Mechanikai Mérőműszerek Gyárában adminisztrátorként dolgozott. A Postás Művelődési Központ táncdalstúdiójában Toldy Máriánál tanult énekelni, a Rádió táncdalstúdiójában Balassa P. Tamás növendéke volt. 
Közönség előtt először 1967-ben szerepelt, a Ki mit tud?-on indult, de kiesett a kerületi selejtezőből. 
1970-ben, egy amatőr versenyen is indult, de az országos ismertséget az 1972-es táncdalfesztiválon való részvétel hozta meg számára. Ide Tánczos Gábor és Bolba Lajos „hangrostája” után került, majd huszonkét társával együtt, próbafelvételre küldték a televízióba. A próbafelvétel alapján döntöttek, és megkapta az Elmúlt egy év című fesztiválszámot. 
Koncz Zsuzsa és Máté Péter  társaságában 1973-ban egyik főszereplője volt Bágya András A fekete tó legendája című rádiós musicaljének. Duettet énekelt Koncz Zsuzsával, Cserháti Zsuzsával, Stefanidu Janulával, Balázs Klárival, Illés Melindával, Deák Erzsébettel és Mezei Zsuzsával is.
1975 nyarán Kovács Katival és a V’73 együttessel közös koncertturnén vett részt.
1975 őszén a drezdai slágerfesztiválon Máté Péter és S. Nagy István Elmegyek c. szerzeményének német nyelvű változatával előadói díjat nyert (Ich muss gehn).
A 1973-74-ben a Noclav tagja, 1978-tól Balázs Klárival, Uzonyi Edittel és Mátrai Gáborral a Skála együttes tagja volt, 1981-től ismét szólóénekes.
Rendszeres résztvevője volt a táncdalfesztiváloknak, a Tessék választani! és Made in Hungary könnyűzenei bemutatóknak.
A Without You c. világslágert saját magyar dalszövegével Mi van még címmel vitte sikerre 1973-ban.
Később néhány dalának zeneszerzője is volt (Bűvös léghajó, Volt, hol nem volt, Van egy szó)

## Legnagyobb slágerei
- Mi van még (Without You) (1973)
- Elcserélném én a világot (1975)
- Nárciszok virulnak (Cserháti Zsuzsával) (1975)
- Két álmodozó (1981, Tánc- és popdalfesztivál)
- El fogjuk felejteni egymást[8] (1982)

## Dalszerzői[9]
Néhány dalának zeneszerzője, ill. szövegírója is, de számos más szerző is írt neki dalokat.
Dalainak szerzői a teljesség igénye nélkül:
Zeneszerzők: Bágya András, Dobsa Sándor, Malek Miklós, Ihász Gábor, Victor Máté, Bakos Géza, Majláth Júlia, G. Sándor János (Rodeo együttes).
Szövegírók: Bradányi Iván, S. Nagy István.

## Diszkográfia

### Kislemezek
| Év   | A                                        | B                          | Info               | Katalógusszám |
| ---- | ---------------------------------------- | -------------------------- | ------------------ | ------------- |
| 1972 | Elmúlt egy év                            |                            | Táncdalfesztivál   | SPS 70023     |
| 1973 | Szél mesél az avaron                     |                            | Tessék választani! | SPS 70050     |
| 1973 | Mi van még                               | Nézd, újra zöld a rét      |                    | SPS 70083     |
| 1974 | Lassan múló szerelem                     | Velem annyi minden történt | Made in Hungary    | SPS 70102     |
| 1974 | Csak hinni kell                          |                            | Tessék választani! | SPS 70140     |
| 1975 | Elcserélném én a világot                 | Vigasztalan volt minden    |                    | SPS 70185     |
| 1975 | Nárciszok virulnak (km. Cserháti Zsuzsa) |                            |                    | SPS 70189     |
| 1975 | Oly szép a szerelem                      |                            | Tessék választani! | SPS 70197     |
| 1977 |                                          | Bűvös léghajó              | Metronóm '77       | SPS 70283     |
| 1981 |                                          | Két álmodozó               | Táncdalfesztivál   | SPS 70508     |

### CD
1997: Két álmodozó
1. Tűzmadár
2. Két álmodozó
3. Még visszanéz a szemed
4. Úgy tvisztelünk
5. Quantanamera
6. A föld forog csak szüntelen
7. Nyílik az orgonavirág
8. A világ másik oldalán
9. A szívem a tiéd
10. Te vagy az én őrzőangyalom
11. Hello, Mary Lou
12. Csak egy szívet kérek
13. Mielőtt véget ér az élet
14. Nincs más
15. Mi van még

### Rádiófelvételei[11]
| év   | cím                                   | szerző             | szerző                          | ősbemutató        | közreműködő      |
| 1972 | Elmúlt egy év                         | Székely Péter      |                                 | Táncdalfesztivál  |                  |
| 1973 | Mama, ne sírj!                        | Bakos Géza         | Fülöp Kálmán                    | Made in Hungary   |                  |
| 1973 | Nem tudod még                         | Szendrődy Zsolt    | Szalkai Sándor                  |                   |                  |
| 1973 | Nézd, újra zöld a rét                 | Malek Miklós       | S. Nagy István                  |                   |                  |
| 1973 | Szél mesél az avaron                  | Bakos Géza         | Fülöp Kálmán                    | Tessék választani |                  |
| 1973 | Mi van még                            | Ham, Evans         | Horváth Attila                  |                   |                  |
| 1973 | Kék angyal                            | Bágya András       | Szalkai Sándor                  |                   |                  |
| 1973 | Áldd meg az állatokat és a gyerekeket | De Vorzon, Botkin  | Wessely Ferenc                  | Randevú           |                  |
| 1974 | Ellentétek                            | Fóti János         | S. Nagy István                  |                   |                  |
| 1974 | Lassan múló szerelem                  | Dobsa Sándor       | S. Nagy István                  | Made in Hungary   |                  |
| 1974 | Velem annyi minden történt            | Bakos Géza         | Fülöp Kálmán                    |                   |                  |
| 1974 | Elcserélném én a világot              | Ihász Gábor        | S. Nagy István                  |                   |                  |
| 1974 | Bandi, Bandi                          | Victor Máté        | Kántor István                   |                   |                  |
| 1974 | Te csak azt hiszed, hogy élsz         | Balassa P. Tamás   | Hajnal István                   |                   |                  |
| 1974 | Úgy igyekszem                         | Forrai György      | Bradányi Iván                   |                   |                  |
| 1974 | Hogyha szemembe néz                   | Szigeti Ferenc     | S. Nagy István                  |                   | Cserháti Zsuzsa  |
| 1974 | Csak hinni kell                       | Majláth Júlia      | Bradányi Iván                   | Tessék választani |                  |
| 1974 | Vigasztalan volt minden               | Ihász Gábor        | S. Nagy István                  |                   |                  |
| 1974 | Szélkirály                            | Zsoldos Béla       | Zsoldos László                  |                   |                  |
| 1974 | Színezüst a holdsugár                 | Jobim              | Bradányi Iván                   | Randevú           |                  |
| 1974 | Nárciszok virulnak                    | Nagy Tibor         | Szenes Iván                     |                   | Cserháti Zsuzsa  |
| 1974 | És nem is gondoltam rád               | Majláth Júlia      | Bradányi Iván                   |                   |                  |
| 1975 | Süvít az őszi szél                    | Weill              | Bradányi Iván                   |                   |                  |
| 1975 | Gondolsz-e rám                        | Dobsa Sándor       | Bradányi Iván                   | Made in Hungary   |                  |
| 1975 | Ne törődj te mással                   | Pelles Péter Pál   | Futár András, ifj. Kalmár Tibor |                   |                  |
| 1975 | Drága kis virág                       | Pelles Péter Pál   | Neményi Tamás                   |                   |                  |
| 1975 | A nevedet suttogom                    | Ellington, James   | Bradányi Iván                   |                   |                  |
| 1975 | Oly szép a szerelem                   | Deák Tamás         | Bradányi Iván                   | Tessék választani |                  |
| 1975 | Tudod-e mihez lenne kedvem            | Majláth Júlia      | Bradányi Iván                   |                   |                  |
| 1975 | Szeretném bejárni a földet            | Majláth Júlia      | ifj. Kalmár Tibor               |                   |                  |
| 1975 | Kékszemű lány                         | Bakos Géza         | Fülöp Kálmán                    |                   |                  |
| 1976 | Már néha gondolok a szerelemre        | Bágya András       | Kosztolányi Dezső               |                   |                  |
| 1976 | Minden oly szépen indult              | Idrányi Iván       | Szenes Iván                     |                   |                  |
| 1976 | Szerelmet mellre szívni nem szabad    | Németh Gábor       | Szenes Iván                     | Tessék választani |                  |
| 1977 | Rég elmúlt álmok                      | Kemény Gábor       | Kocsár Tibor – Pferschy István  |                   |                  |
| 1977 | Miért ne lennénk pont mi boldogok     | Behár György       | S. Nagy István                  |                   |                  |
| 1977 | Várj, okos legyél                     | Behár György       | Nádassy László                  |                   |                  |
| 1977 | Álmodj mindig szépet                  | Malek Miklós       | S. Nagy István                  |                   |                  |
| 1977 | Mandulaszemű                          | Idrányi Iván       | ifj. Kalmár Tibor               | Tessék választani |                  |
| 1977 | Bújjunk össze                         | Majláth Júlia      | Bradányi Iván                   |                   | Mezei Zsuzsa     |
| 1977 | Bűvös léghajó                         | Horváth Attila     | Futár András                    | Metronóm '77      |                  |
| 1978 | A neveddel alszom el                  | Csuha Lajos        | Bradányi Iván                   |                   |                  |
| 1978 | Mikor átölelsz                        | Balázs Gábor       | Bradányi Iván                   |                   | Balázs Klári     |
| 1979 | A szívem megdobban                    | Hajdu Júlia        | Szécsén Mihály                  |                   |                  |
| 1979 | A boldogság dala                      | Nádas Béla         |                                 |                   |                  |
| 1979 | Jöjjön az este                        | Tarján Béla        | Strausz Mariann                 |                   |                  |
| 1981 | Két álmodozó                          | Pődör Péter        | Bradányi Iván                   | Táncdalfesztivál  |                  |
| 1981 | Minden itt maradt                     | Victor Máté        | Bradányi Iván                   |                   |                  |
| 1982 | EI fogjuk felejteni egymást           | Bakos Géza         | Bradányi Iván                   |                   |                  |
| 1982 | Az a vasárnap azon a nyáron           | Pődör Péter        | Bradányi Iván                   |                   |                  |
| 1982 | Volt, hol nem volt                    | Horváth Attila     | Heilig Gábor                    |                   | Stefanidu Janula |
| 1983 | Tudom jól                             | G. Sándor János    |                                 |                   |                  |
| 1983 | Megbántottál                          | Bakos Géza         | Bradányi Iván                   | Made in Hungary   |                  |
| 1983 | Nincs a földön nálam boldogabb        | Pődör Péter        | Bradányi Iván                   |                   | Deák Erzsébet    |
| 1985 | Valahol                               | Blum József        | Bradányi Iván                   |                   | Illés Melinda    |
| 1985 | Az ami van, sohase jó                 | Horváth Attila     | Bradányi Iván                   | Tessék választani |                  |
| 1985 | A reményt hozó nap                    | Méhes György       |                                 |                   |                  |
| 1986 | Van egy szó                           | Horváth Attila     | Bradányi Iván                   | Tessék választani |                  |
| 1986 | Nem könnyű most nekem                 | Vargha Tamás       |                                 |                   |                  |
| 1987 | Ha jó leszel                          | Dobsa Sándor       | Bradányi Iván                   | Tessék választani |                  |
| 1989 | Az életed egy pillanat                | Baumgartner Zoltán | Bradányi Iván                   | Tessék választani |                  |